# 谢拉角龙属
谢拉角龙属（學名：Sierraceratops，意为“谢拉的有角面孔”，又譯為塞拉角龍或席耶拉角龍）是美国新墨西哥州晚白垩世哈尔湖组的一支开角龙亚科角龙类恐龙，模式種为特氏谢拉角龙（Sierraceratops turneri），所知于含有颅骨的部分骨骼。达尔曼等人发现谢拉角龙是布拉沃角龙和科阿韦拉角龙的姐妹群，三者构成美国西南部和墨西哥一个独有的演化支。该发现进一步证明，在晚白垩世期间，拉臘迪亞南部存在高度的生物特有分布。

## 發現

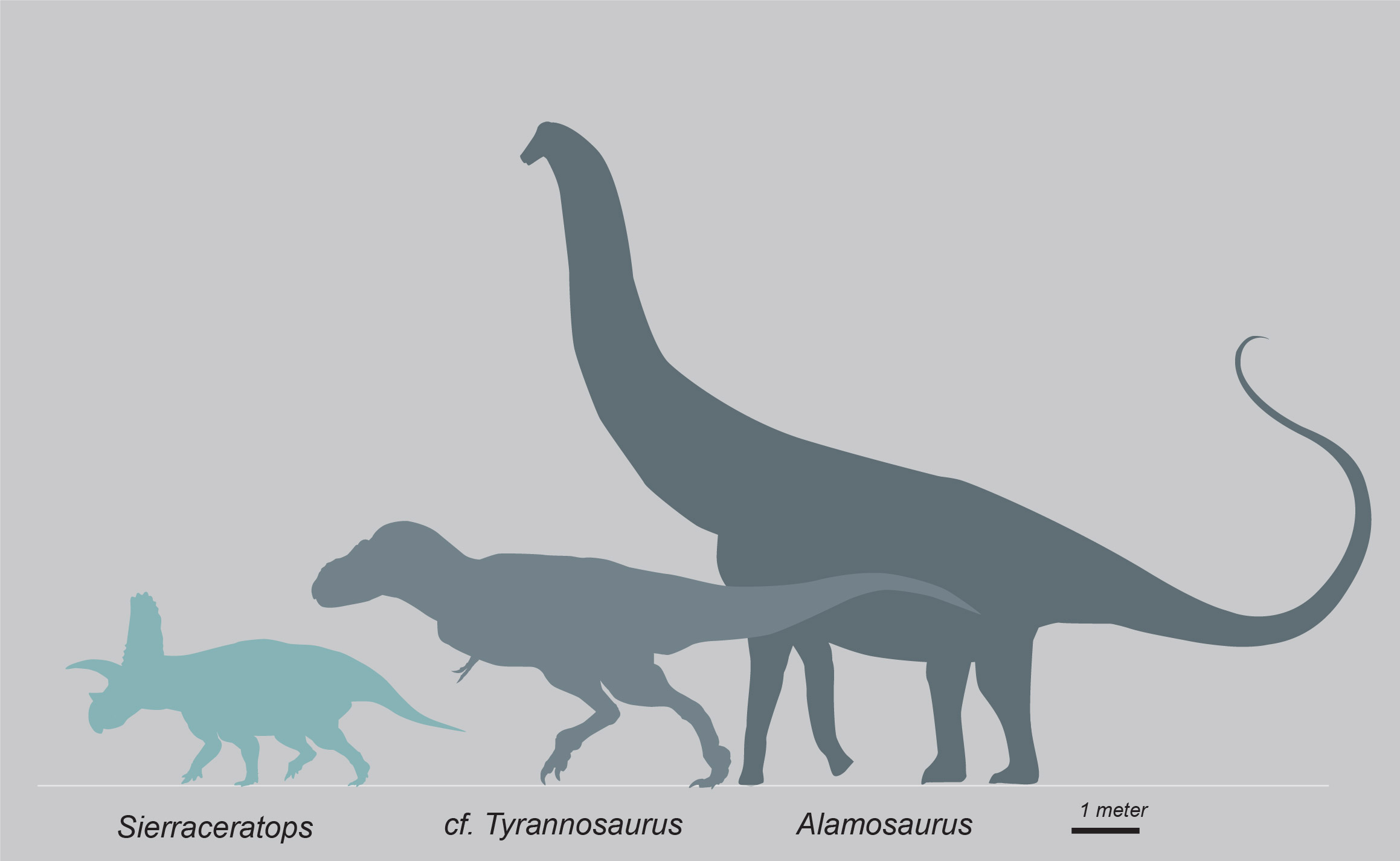
同地層恐龍的體型比較

在新墨西哥州谢拉县由透納廣播公司創辦人泰德·透納所持有的韋梅尤公園牧場（Vermejo Park Ranch）真相或後果附近發現了大型角龍科化石。起初根據年代屬於馬斯垂克階晚期而歸入牛角龍。後來研究發現年代比後者早了600萬年而可以建立為新屬。
2021年達爾曼（Sebastian G. Dalman）等人發表了模式種透氏谢拉角龙（Sierraceratops turneri）。属名取自發現地，种加词致敬泰德·透納。
正模標本（编号：NMMNH P-76870）出土於坎潘階至馬斯垂克階（約7200萬年前）的哈爾湖組，是個含有頭骨的部分骨骼，部位包括：上頜骨、顴骨、眉角、頂骨、鱗狀骨、齒骨、兩個頸椎、兩個背椎、兩個肋骨、肩胛骨下部與鳥喙骨連接、尺骨上部、指爪、髂骨。保存於新墨西哥自然史與科學博物館。

## 描述
謝拉角龍是種中型角龍科，頭骨長度不超過2公尺，身長約4.5公尺。與其他開角龍亞科相比，謝拉角龍的眉角短而粗，顴骨頰角長。褶飾相對較長，中間有一對橢圓形的頂骨大孔，由橢圓形中線分隔開。

## 分類
謝拉角龍起初被歸入牛角龍，但後來發現牠們的差異在於：牛角龍頂骨中線平坦、謝拉角龍頂骨中線為橢圓形。另外放射性定年顯示谢拉角龍年代早於牛角龍一些，大約是馬斯垂克階早期而非晚期。
達爾曼等人的系統發生學分析將謝拉角龍與狂野角龍、科阿韋拉角龍互成姊妹群關係，屬於一個分布於美西南部至墨西哥的演化支，進一步顯示出晚白堊世的拉臘米迪亞南部曾有高度多樣性的特有種存在。